# محافظة كوبيا
كوبيا هي محافظة تقع في إقليم لابي من غينيا في جبال فوتا جالون.عاصمتها هي كوبيا. الشعب الفولاني هو أكبر مجموعة إثنية في المنطقة مع اللغة الفولانية ( البولار ) كلغة أساسية. تبلغ مساحة المحافظة 2800 كيلومتر مربع ويقدر عدد سكانها بـ 114 000 نسمة.

## المحافظات الفرعية
تنقسم المحافظة إدارياً إلى 6 محافظات فرعية :
1. كوبيا مركز
2. فافايا
3. غادها ووندو  [لغات أخرى]‏
4. متاكاو
5. ميسيرا
6. بلميني